# Metro de Astaná
El Metro de Astaná (Kazajo: Астана метро) es un sistema de tránsito Tren ligero planificado ubicado en Astaná, Kazajistán. La construcción debería haber terminado aproximadamente al mismo tiempo que el Metro de Almatý, que se estimó para 2010. Sin embargo, la finalización se ha pospuesto varias veces, en 2011 la finalización estaba programada para coincidir con la Expo en 2017 y a partir de octubre de 2017 el se prevé que la primera etapa comience en diciembre de 2019. La autoridad del proyecto, Astana LRT LLP, firmó un acuerdo con un consorcio de China Railway International Group y Beijing State-Owned Assets Management Co para la construcción de la primera fase del proyecto de tren ligero de la capital el 7 de mayo de 2015 . La construcción comenzó en mayo de 2017.
El metro ligero es parte del plan económico de Nursultán Nazarbáyev para transformar a Kazajistán en una potencia económica en el año 2030. 
Los vídeos del sistema propuesto muestran las líneas construidas en viaductos adyacentes a las carreteras, con estaciones cerradas que ofrecen sistemas de calefacción y ventilación para proteger a los pasajeros de las variaciones climáticas extremas de la ciudad.
La empresa china que construyó el proyecto quebró a principios de 2019. El ayuntamiento ordenó su suspensión indefinida.